# Fedja van Huêt
Fedja van Huêt (* 21. června 1973 Haag) je nizozemský herec. Studoval na akademii dramatických umění v Maastrichtu. Následně působil v divadle a později také ve filmu. Za svou roli ve filmu AmnesiA (2001) získal prestižní ocenění Gouden Kalf. V roce 2014 ztvárnil hudebníka Tima Grieka v životopisném snímku Bloed, zweet & tranen. Kromě několika desítek filmových rolí hrál také v řadě televizních seriálů. V minulosti chodil s herečkami Katjou Schuurmanovou a Halinou Reijnovou.

## Filmografie (výběr)
- Advocaat van de Hanen (1996)
- Charakter (1997)
- Sentimental Education (1998)
- Riskantní zásilka (1999)
- Divoké mušle (2000)
- AmnesiA (2001)
- Rosenstrasse (2003)
- Guernsey (2005)
- Ober (2006)
- Wolfsbergen (2007)
- Nadine (2007)
- Loft (2010)
- Detektivem nanečisto (2012)
- Soof (2013)
- Daglicht (2013)
- Vina Lucie de B. (2014)
- Pak van mijn hart (2014)
- Malý gangster (2015)
- J. Kessels (2015)
- Bloed, zweet & tranen (2015)
- Soof 2 (2016)
- Of ik gek ben (2016)
- De held (2016)
- All You Need Is Love (2018)
- Baantjer het Begin (2019)
- The Judgement (2020)